# Distretto di Ang'angxi
Il distretto di Ang'angxi (昂昂溪区S, Áng'ángxīP) è un distretto della Cina, situato nella provincia di Heilongjiang e amministrato dalla prefettura di Qiqihar.